# トレヴァー・ヒル (初代ヒルズバラ子爵)
初代ヒルズバラ子爵トレヴァー・ヒル（英語: Trevor Hill, 1st Viscount Hillsborough PC (Ire)、1693年 – 1742年5月5日）は、アイルランド王国出身の政治家、貴族。1713年から1717年までアイルランド庶民院議員を、1715年から1722年までグレートブリテン庶民院議員を務めた。

## 生涯
マイケル・ヒル（1699年没）とアン・トレヴァー（Anne Trevor、サー・ジョン・トレヴァーの娘）の息子として、1693年に生まれた。1699年に父の遺産を継承した。
1713年から1715年までヒルズバラ選挙区の、1715年から1717年までダウン選挙区の代表としてアイルランド庶民院議員を務めた後、1717年8月21日にアイルランド貴族であるダウン県におけるキルワーリンのヒル男爵とダウン県におけるヒルズバラ子爵に叙された。これらの爵位には父の息子たち（すなわち、初代子爵の兄弟たち）への特別残余権（special remainder）が規定されている。その後、8月27日にアイルランド貴族院議員に就任、9月20日にアイルランド枢密院の枢密顧問官に任命された。1727年にジョージ2世が即位した後も枢密顧問官を再任した。
グレートブリテン庶民院では1715年イギリス総選挙でホイッグ党候補としてソルタッシュ選挙区から出馬したが、同選挙区では近隣地主がトーリー党に属したため、トーリー党の候補に敗れた。同年4月、エイルズベリー選挙区の補欠選挙に立候補して、無投票で当選した。エイルズベリー選挙区は支配的な立場にあるパトロンが不在で、当選に必要なことは「金持ちであること」（a moneyed man、第2代エグモント伯爵ジョン・パーシヴァルの言葉）という。議会では1716年に七年議会法案に賛成、1719年に便宜的国教徒禁止法と教会分裂阻止法の廃止法案に賛成したが、同1719年に貴族法案に反対票を投じた。
1720年の南海泡沫事件ではロバート・ウォルポールに対する負債9,000ポンドを負ったが、大きな損失を出して破産状態に陥り、支払いを拒否したという。
1722年イギリス総選挙では友人初代ウォートン公爵フィリップ・ウォートンの支持を受けてマームズベリー選挙区から出馬、第4代準男爵サー・ジョン・ラッシュアウトとともに8票を得て当選したが、選挙申し立ての末同年12月に落選を宣告された。1723年5月にアップルビー選挙区の補欠選挙に出馬し、有力者の1人である第7代サネット伯爵サックヴィル・タフトンの支持も受けたが、もう1人の有力者である第4代準男爵サー・ジェームズ・ラウザーが自ら出馬したため、ヒルズバラ子爵は85票対99票で敗れた。以降選挙に立候補することはなくなった。
1729年、ダウン県総督（Governor of County Down）に就任した。
1742年5月5日に死去、ヒルズバラで埋葬された。息子が爵位を継承した。

## 家族と私生活
1717年までにメアリー・デントン（Mary Denton、1684年2月15日 – 1742年8月23日、旧姓ロウ（Rowe）、アンソニー・ロウの娘）と結婚、4男1女をもうけた。
- 男子（1742年までに没）[2]
- ウィルズ（1718年5月30日 – 1793年10月7日） - 第2代ヒルズバラ子爵、初代ヒルズバラ伯爵、初代ハリッジ男爵、初代ダウンシャー侯爵[8]
- アン（1751年8月1日没） - 1746年12月23日、初代モイラ伯爵ジョン・ロードンと結婚[8]

ホレス・ウォルポールによると、ヒルズバラ子爵は初代ウォートン公爵フィリップ・ウォートンの友人だった。